# 130 PO 1801 à 1831
 (mai 2025).
Les 130 PO 1801 à 1831 sont des locomotives de la compagnie du chemin de fer de Paris à Orléans de type 130 Mogul, affectées à la traction des trains de voyageurs. 

## Histoire
La compagnie construit dans ses ateliers une première série de 10 locomotives de type 130, mises en service en 1885 et 1886. Une deuxième série de 15 machines est mise en service entre 1886 et 1889. 
La Société Franco-Belge à Raismes construit 6 autres machines, mises en service en 1892.
Toutes ces locomotives sont numérotées dans le parc de la compagnie dans la série1801 à 1831 puis en 1934 renumérotées "130 701 à 130 731" dans l'effectif du PO-Midi. 
En 1938, lors de la création de la SNCF, elles deviennent 4-130 A 701 à 4-130 A 731.

## Caractéristiques
- Diamètre des roues motrices: 1,500 m
- Empattement total (avec bissel):  5,800 m
- Diamètre et course des cylindres : 480 x 600 mm
- Timbre de la chaudière : 11 Kg
- Surface de grille :1,74 m2
- Surface de chauffe du foyer : 11,80 m2
- Surface de chauffe des tubes : 162,85 m2
- Surface de chauffe totale : 174,65 m2
- Poids à vide : 46,150 t
- Poids en charge :  51,500 t [1]
- Capacité du tender en eau: 6 m3
- Capacité du tender en charbon: 4 t[2].